# Polly Shannon
Polly Shannon (Kingston (Ontario), 1 september 1973) is een Canadees actrice.

## Biografie
Shannon groeide op in de plaats Aylmer. Ze heeft nog een jongere broer en een halfzus. Haar vader was directeur-generaal van Health Canada en haar moeder schreef scripts voor kindertelevisieseries. Ze kreeg tot haar vijfentwintigste om het als actrice te maken. Ze heeft veel bijrollen in televisieseries en -films gespeeld. Haar bekendste rol was in de miniserie Trudeau uit 2002.

## Filmografie
- Biblioteca Nacional de España: XX1692699
- Bibliothèque nationale de France: cb15597977b (data)
- Gemeinsame Normdatei: 13767709X
- International Standard Name Identifier: 0000 0000 8138 9492
- Library of Congress Control Number: no2010137742
- Virtual International Authority File: 59407287
- WorldCat: E39PBJdRwxcVxxQQ8yjkPP8Qv3